# Finale à quatre de la Ligue des champions masculine de l'EHF
La Finale à quatre de la Ligue des champions masculine de l'EHF (en anglais : Final four) est un format utilisé par la Fédération européenne de handball (EHF) depuis 2009 pour déterminer le vainqueur de la Ligue des champions masculine de l'EHF. Depuis sa création, elle est organisée sur un week-end à la Lanxess Arena de Cologne.

## Description
Lors de la saison 2009-2010, la Fédération européenne de handball instaure le Final Four (Carré final) dans le but de ponctuer sa C1.
Le Final Four consiste à réunir les quatre demi-finalistes dans un même lieu pour jouer la fin de l'épreuve sur un week-end seulement, demi-finales le samedi et la finale et le match pour la troisième place le dimanche.
Le lieu choisit fut la Lanxess Arena de Cologne, une magnifique enceinte omnisports disposant de pas moins de 19 500 places.

## Histoire
Lors du premier Final Four disputé en 2010, le double tenant du titre, le BM Ciudad Real est défait en demi-finale par le THW Kiel qui s'imposent en suite en finale 34 à 27 au détriment du FC Barcelone. La saison suivante, après avoir éliminé le tenant du titre, le FC Barcelone se hisse à sa deuxième finale consécutive. Opposé au BM Ciudad Real dans une finale 100% espagnole, le Barça remporte son huitième sacre dans la compétition (27 à 24).
L'année suivante, le zèbres du THW Kiel réparent l'erreur de ne pas s'être qualifié dans le carré final en remportant leur troisième couronne, ramenant le titre dans le nord de l'Allemagne. Deux autres formations de cette région vont ensuite remporter à leur tour la compétition, le HSV Hambourg en 2013 et le SG Flensburg-Handewitt en 2014, respectivement face au FC Barcelone et au THW Kiel.
En 2015, le titre retrouve l'Espagne et le FC Barcelone pour sa neuvième Ligue des champions au détriment des Hongrois du Veszprém KSE.
Mais les deux éditions suivantes sont remportées par des clubs qui n'avaient jamais inscrit leur nom au palmarès de la compétition. En 2016, le club polonais du KS Kielce s’impose aux jets de 7 mètres face au Veszprém KSE au terme d’un fort retournement de situation (Kielce était mené de 9 buts à 15 minutes de la fin du match). Cette septième édition est aussi marquée par le fait que pour la première fois, les quatre participants étaient issus de pays différents.
Puis en 2017, le dernier carré est comme la saison précédente composé de quatre équipes de nationalités différentes parmi lesquelles aucune allemande, une première. Et c’est le club macédonien du Vardar Skopje qui remporte la compétition pour sa première participation au Final Four en s’imposant en finale face au Paris Saint-Germain sur un but marqué à la dernière seconde du temps réglementaire (24-23).
En 2018, pour la première fois depuis la création de la Finale à quatre, un même pays, la France, parvient à placer trois clubs en demi-finale puisque le tenant du titre, le Vardar Skopje, est opposé au Montpellier Handball tandis que le Paris Saint-Germain défie le Handball Club de Nantes.
L'édition 2019-2020 est marquée par la suspension de la compétition en mars, juste avant le stade des huitièmes de finale, en raison de la pandémie de Covid-19. Le 16 avril 2020, l'EHF annonce que le Final Four, initialement prévu les 30 et 31 mai, puis reporté aux 22 et 23 août, est finalement reprogrammé aux 28 et 29 décembre.

## Palmarès
| 2009-2010 | Lanxess Arena, Cologne | THW Kiel             | 36 – 34          | FC Barcelone          | BM Ciudad Real      | 34 – 27          | Medvedi Tchekhov    |
| 2010-2011 | Lanxess Arena, Cologne | FC Barcelone         | 27 – 24          | BM Ciudad Real        | HSV Hambourg        | 33 – 31          | Rhein-Neckar Löwen  |
| 2011-2012 | Lanxess Arena, Cologne | THW Kiel             | 26 – 21          | BM Atlético de Madrid | AG Copenhague       | 26 – 21          | Füchse Berlin       |
| 2012-2013 | Lanxess Arena, Cologne | HSV Hambourg         | 30 – 29ap        | FC Barcelone          | KS Kielce           | 31 – 30          | THW Kiel            |
| 2013-2014 | Lanxess Arena, Cologne | Flensburg-Handewitt  | 30 – 28          | THW Kiel              | FC Barcelone        | 26 – 25          | Veszprém KSE        |
| 2014-2015 | Lanxess Arena, Cologne | FC Barcelone         | 28 – 23          | Veszprém KSE          | KS Kielce           | 28 – 26          | THW Kiel            |
| 2015-2016 | Lanxess Arena, Cologne | KS Kielce            | 39 – 38tab       | Veszprém KSE          | Paris Saint-Germain | 29 – 27          | THW Kiel            |
| 2016-2017 | Lanxess Arena, Cologne | Vardar Skopje        | 24 – 23          | Paris Saint-Germain   | Veszprém KSE        | 34 – 30          | FC Barcelone        |
| 2017-2018 | Lanxess Arena, Cologne | Montpellier Handball | 32 – 27          | HBC Nantes            | Paris Saint-Germain | 29 – 28          | Vardar Skopje       |
| 2018-2019 | Lanxess Arena, Cologne | Vardar Skopje        | 27 – 24          | Veszprém KSE          | FC Barcelone        | 40 – 35          | KS Kielce           |
| 2019-2020 | Lanxess Arena, Cologne | THW Kiel             | 33 – 28          | FC Barcelone          | Paris Saint-Germain | 31 – 26          | Veszprém KSE        |
| 2020-2021 | Lanxess Arena, Cologne | FC Barcelone         | 36 – 23          | Aalborg Håndbold      | Paris Saint-Germain | 31 - 28          | HBC Nantes          |
| 2021-2022 | Lanxess Arena, Cologne | FC Barcelone         | 32 – 32 5 – 3tab | KS Kielce             | THW Kiel            | 34 – 34 3 – 1tab | Veszprém KSE        |
| 2022-2023 | Lanxess Arena, Cologne | SC Magdebourg        | 30 – 29          | KS Kielce             | FC Barcelone        | 37 – 31          | Paris Saint-Germain |
| 2023-2024 | Lanxess Arena, Cologne | vainqueur            | .. – ..          | finaliste             | troisième           | .. – ..          | quatrième           |

## Bilan

### Par clubs
| Rang  | Club                           | Vainqueur | Finaliste | Troisième | Quatrième | Total |
| ----- | ------------------------------ | --------- | --------- | --------- | --------- | ----- |
| 1     | FC Barcelone                   | 4         | 3         | 3         | 1         | 11    |
| 2     | THW Kiel                       | 3         | 1         | 1         | 3         | 8     |
| 3     | RK Vardar Skopje               | 2         | 0         | 0         | 1         | 3     |
| 4     | KS Kielce                      | 1         | 2         | 2         | 1         | 6     |
| 5     | HSV Hambourg                   | 1         | 0         | 1         | 0         | 2     |
| 6     | SG Flensburg-Handewitt         | 1         | 0         | 0         | 0         | 1     |
| 6     | Montpellier Handball           | 1         | 0         | 0         | 0         | 1     |
| 6     | SC Magdebourg                  | 1         | 0         | 0         | 0         | 1     |
| 9     | Veszprém KSE                   | 0         | 3         | 1         | 3         | 7     |
| 10    | Ciudad Real/Atlético de Madrid | 0         | 2         | 1         | 0         | 3     |
| 11    | Paris Saint-Germain            | 0         | 1         | 4         | 1         | 6     |
| 12    | HBC Nantes                     | 0         | 1         | 0         | 1         | 2     |
| 13    | Aalborg Håndbold               | 0         | 1         | 0         | 0         | 1     |
| 14    | AG Copenhague                  | 0         | 0         | 1         | 0         | 1     |
| 15    | Medvedi Tchekhov               | 0         | 0         | 0         | 1         | 1     |
| 15    | Rhein-Neckar Löwen             | 0         | 0         | 0         | 1         | 1     |
| 15    | Füchse Berlin                  | 0         | 0         | 0         | 1         | 1     |
| Total | Total                          | 14        | 14        | 14        | 14        | 56    |

### Par nations
| Rang  | Nation            | Vainqueur | Finaliste | Troisième | Quatrième | Total |
| ----- | ----------------- | --------- | --------- | --------- | --------- | ----- |
| 1     | Allemagne         | 6         | 1         | 2         | 5         | 14    |
| 2     | Espagne           | 4         | 5         | 4         | 1         | 14    |
| 3     | Macédoine du Nord | 2         | 0         | 0         | 1         | 3     |
| 4     | France            | 1         | 2         | 4         | 2         | 9     |
| 5     | Pologne           | 1         | 2         | 2         | 1         | 6     |
| 6     | Hongrie           | 0         | 3         | 1         | 3         | 7     |
| 7     | Danemark          | 0         | 1         | 1         | 0         | 2     |
| 8     | Russie            | 0         | 0         | 0         | 1         | 1     |
| Total | Total             | 14        | 14        | 14        | 14        | 56    |